# ألفيركا
نادي ألفيركا لكرة القدم (بالبرتغالية:Futebol Clube de Alverca) نادي كرة قدم برتغالي يلعب في دوري الدرجة الخامسة . تم تأسيس النادي في سنة 1939 .

## من أشهر اللاعبين
- برونو باستو.